# Tigres de l'air
 (septembre 2017).
Si vous disposez d'ouvrages ou d'articles de référence ou si vous connaissez des sites web de qualité traitant du thème abordé ici, merci de compléter l'article en donnant les références utiles à sa vérifiabilité et en les liant à la section « Notes et références ».
Les Tigres de l'air sont la composante aérienne des LTTE.
Leur première apparition a lieu en 1998 quand la radio de la LTTE Voice of Tigers annonce que des avions sèment des fleurs sur un cimetière dédié aux soldats LTTE morts. Leur chef est le Colonel Shankar. Leur première attaque a lieu en 2007, quand deux avions LTTE bombardent l'Aéroport militaire de Katunayake dans le nord de Colombo, causant trois morts et dix-sept blessés.
D'après les rapports de la LTTE, ils possédaient deux micro-avions, cinq ZLIN 143, deux hélicoptères et deux drones.